# Villa Francisca
Villa Francisca es junto a Villa Consuelo y Villa Juana uno de los tres barrios surgidos en Santo Domingo luego del paso del ciclón San Zenón y la segunda barriada junto a Ciudad Nueva en construirse fuera de las murallas de la Ciudad Colonial de la República Dominicana. Sus orígenes se remontan a una vieja plantación de caña de azúcar que adquirió el poeta Manuel de Jesús Galván y que tiempo después se convertiría en el epicentro del comercio de la capital de Santo Domingo durante la segunda mitad del siglo XX.

## Historia
Los terrenos donde hoy se erige el populoso barrio de Villa Francisca fueron en sus inicios una plantación de caña de azúcar que posteriormente fue adquirida por el poeta Manuel de Jesús Galván y convertidos en una casa de veraneo bautizados en honor a su primera esposa Francisca Velázques alrededor de 1876. Posteriormente fueron vendidos al comerciante Juan Alejandro Ibarra quién funda la Villa de Francisca como un proyecto urbanístico privado.
Villa Francisca despega durante la dictadura de Rafael Leónidas Trujillo luego del paso del Ciclón San Zenón en 1930, a partir de ese momento se convirtió en el epicentro del comercio de la ciudad al borde de la emblemática Avenida Duarte, así mismo, recibió las primeras oleadas de inmigrantes campesinos que se radicaban en la ciudad buscando mejor vida. También se ganó el apodo de "zona alegre" pues en una zona del barrio conocida como "Borojol" se agrupaban cabarés y centros de diversión nocturna y de expendio de bebidas alcohólicas aunque en la actualidad se encuentra en total decadencia.
Durante la dictadura se construyó el Parque Enriquillo a imagen y semejanza del Parque Independencia y la planta eléctrica de Timbeque, en la actualidad ruidosa y contaminante, que sirvieron de impulso para la barriada. Villa Francisca fue planeada urbanísticamente, sus calles y avenidas son paralelas y perpendiculares, formando cuadras que a su vez conforman manzanas, gracias a esto ha logrado sobrevivir en la actualidad, donde los comercios e industrias abarrotan sus calles y aceras haciendo casi imposible transitar sin embotellamientos.
Durante la Guerra de abril de 1965 Villa Francisca jugó un rol protagónico debido a que en su extremo noreste estuvo situado uno de los frentes más activos del bando civil-constitucionalista justo enfrente de las fuerzas acorazadas que se apostaban cercanas a la base aérea de San Isidro. Durante el período 1986-1996 de Joaquín Balaguer se construyeron las Avenida México desde el Palacio Nacional (República Dominicana) hasta el Puente Mella "puente de las bicicletas", dividiendo los barrios de San Carlos y Villa Francisca]] de manera tajante con una avenida de seis carriles.
Otro emblemático cambio que sufrió la barriada de Villa Francisca y que obstaculizó visualmente su entorno fue la construcción de los elevados de la Avenida 27 de Febrero durante el primer gobierno de Leonel Fernández, obra que terminó de fulminar el entorno histórico de la barriada y terminó desplazandola a una zona comercial-industrial que hoy se ubica al extremo este del Distrito Nacional.